# Leszek Baczyński
Leszek Baczyński (ur. 13 kwietnia 1955 w Sosnowcu) – polski piłkarz występujący na pozycji pomocnika, trener, działacz piłkarski.

## Życiorys
Jest wychowankiem Górnika Sosnowiec, a w 1972 roku zadebiutował w seniorskiej kadrze klubu. Dwa lata później został zawodnikiem rezerw Zagłębia Sosnowiec, a w 1977 roku został przesunięty do pierwszej drużyny. Nie rozegrał jednak w niej żadnego meczu ligowego, występując jedynie w trzech spotkaniach Pucharu Ligi. W 1979 roku doznał poważnej kontuzji. W 1980 roku krótko reprezentował jeszcze Hutnika Dąbrowa Górnicza.
W tym okresie rozpoczął pracę jako szkoleniowiec juniorów Zagłębia Sosnowiec, a w 1984 roku przez trzy tygodnie był trenerem zespołu rezerw. Następnie został asystentem trenerów pierwszej drużyny – Horsta Panica (1984–1986), Jerzego Kopy (1986–1987) i Józefa Gałeczki (1987–1989). Po zwolnieniu Gałeczki na początku 1990 roku objął drużynę jako pierwszy trener. W sezonie 1989/1990 prowadzony przez niego zespół utrzymał się w I lidze, ale wskutek niezadowalających wyników w rundzie jesiennej sezonu 1990/1991 został zwolniony po jedenastej kolejce i zastąpiony Zbigniewem Mygą. Następnie był trenerem juniorów.
Po upadku Zagłębia w 1993 roku szkolił juniorów MOSiR Sosnowiec, a w styczniu 1995 roku był współzałożycielem STS Zagłębie Sosnowiec, które rozpoczęło rozgrywki od klasy okręgowej. Jeszcze w 1995 roku został prezesem Zagłębia, angażując na stanowisko trenera Krzysztofa Tochela. W 1996 roku Zagłębie uzyskało awans do IV ligi, dwa lata później do III ligi, a w 2000 roku – do drugiej. W 1999 roku był selekcjonerem kobiecej reprezentacji Polski w piłce nożnej. Pod koniec 2000 roku podpisał umowę ze spółką ERSI Poland, w myśl której w 2001 roku zrezygnował z funkcji prezesa na rzecz Francesco Cimminellego. Następnie pełnił funkcję dyrektora sportowego. W kwietniu 2002 roku został trenerem Zagłębia, zastępując Franciszka Krótkiego. Pracę tę wykonywał do końca sezonu. Z klubu odszedł w sierpniu 2002 roku.
W okresie od lipca do grudnia 2007 roku ponownie był prezesem sosnowieckiego klubu, a w latach 2011–2013 pełnił tę funkcję po raz trzeci. Następnie został mianowany honorowym prezesem klubu. W 2015 roku otrzymał odznaczenie „Zasłużony dla Miasta Sosnowca”.